# Direktář
Direktář (latinsky directorium/ordo divini officii) je každoročně vydávaný podrobný liturgický kalendář katolické církve, ve kterém je pro každý den daného roku předepsán bohoslužebný řád mší, církevních hodinek a příp. příležitostných obřadů. Pro světské duchovenstvo je vydáván diecézním biskupem (v ČR je v současnosti společný direktář pro všechny diecéze vydáván ČBK pod titulem Liturgický kalendář), pro řehole užívající vlastního kalendáře ho vydává obvykle provinciální představený.